# Schnappt Hubi!
Schnappt Hubi! — сімейна настільна гра від видавництва Ravensburger . До чотирьох гравців за допомогою магічного компаса намагаються спіймати привида Хубі, керуючи ходом гри. Гру розробив Штеффен Боген, а у 2012 році вона була визнана Kinderspiel des Jahres .

## Тема та комплектація
Привид Хубі краде у мишок і кролів сир та моркву і ховається у будинку з привидами. Дві миші та два кролі переслідують його у цьому загадковому будинку, намагаючись зловити Хубі. Для цього, в залежності від обраного рівня складності, потрібно знайти та відкрити від однієї до трьох магічних дверей. Скрип дверей повідомляє Хубі про наближення гравців, і він намагається сховатися. Інші мешканці будинку – сови, багатоніжки, кажани та жаби – коментують гру за допомогою магічного компаса і дають підказки щодо розташування Хубі та магічних дверей.
Гра складається з ігрового поля, вмонтованого у коробку, яке поділене на 16 кімнат. У кожній кімнаті мешкає один з персонажів у чорному або білому кольорі, і кожен колір представлений двома екземплярами кожного персонажа. На краях будинку у вікнах видно різні ландшафти, які допомагають орієнтуватися під час руху (ті ж ландшафти зображені на зовнішній стороні коробки). У процесі гри між кімнатами вставляються 27 переходів із 4 категорій (вільний прохід, кроляче вікно, мишача нора та стіна). Чотири пластикові фігурки, дві миші та два кролі різних кольорів, починають гру у різних кутках будинку.

### Магічний компас
Магічний компас — це електронний контроль гри, який зовні нагадує розкритий компас із двома круглими секціями. В одній секції розміщений динамік, а в іншій — клавіатура з плівковими клавішами у вигляді розі вітрів, клавіша для підказок і підтвердження, а також по одній кнопці для кожного гравця. Поточний гравець позначається червоним світлодіодом біля відповідної кнопки. На звороті компаса знаходиться перемикач для вибору одного з трьох рівнів складності або для вимкнення компаса. Під час гри компас стежить за діями гравців, задає типи переходів, визначає розташування магічних дверей, керує рухами Хубі та надає підказки.

## Хід гри
Ігрове поле поділено на сітку 4x4, яка утворює кімнати будинку. На початку гри переходи між кімнатами невідомі і визначаються магічним компасом при першій спробі гравця пройти через них. Гравець, що на черзі, вибирає напрямок свого ходу, натискаючи одну з чотирьох кнопок, які відповідають напрямкам світу (символізовані ландшафтами на компасі). Мешканець кімнати, з якої гравець виходить, повідомляє про тип переходу та чи може гравець пройти через нього.